# 1961 Dufour
För andra betydelser, se Dufour (olika betydelser).
1961 Dufour eller 1973 WA är en asteroid i huvudbältet som upptäcktes den 19 november 1973 av den Schweiziska astronomen Paul Wild vid Observatorium Zimmerwald. Den har fått sitt namn efter Guillaume-Henri Dufour.
Asteroiden har en diameter på ungefär 50 kilometer och den tillhör asteroidgruppen Nocturna.